# Sommet de l'OTAN de 2025
Le sommet de l'OTAN de 2025, 32e sommet de l'Organisation du traité de l'Atlantique nord (OTAN), réunit à La Haye (Pays-Bas) les 24 et 25 juin 2025 les chefs d'État et de gouvernement des trente-deux États membres de l'OTAN, de leurs pays partenaires et de l'Union européenne (UE),. Ce sommet est le premier présidé par Mark Rutte, devenu le secrétaire général de l'OTAN le 1er octobre 2024.
Son principal résultat est l'engagement pris par les trente-deux États membres d'augmenter drastiquement leurs dépenses militaires jusqu'à atteindre 5 % de leur produit intérieur brut (PIB) annuel en faveur de leur sécurité à l’horizon 2035.

## Contexte du sommet
Ce sommet est le premier qui se tient durant la seconde présidence de Donald Trump. Depuis sa réélection, Trump soumet à nouveau ses alliés au sein de l'OTAN à de fortes pressions pour qu'ils augmentent considérablement leurs dépenses de défense, sans pour autant s'exprimer clairement sur l'engagement des États-Unis à respecter pleinement la clause de défense mutuelle contenue dans l'article 5 du traité de l'Atlantique nord fondateur de l'OTAN en 1949. Les alliés attendent pourtant qu'en contrepartie de leur accord pour accroître de 2 % à 5 % la part du PIB consacré à la défense, les États-Unis confirment sans ambiguïté leur volonté d'appliquer cet article 5.
La veille de ce sommet, Donald Trump entretient le doute à ce sujet en déclarant à ce propos que « cela dépend de la définition que vous en donnez. Il existe de nombreuses définitions de l’article 5. Vous le savez »,. Toutefois, durant le sommet, Donald Trump apaise les inquiétudes relatives à son engagement en faveur de la défense mutuelle entre alliés, prévue par l’article 5 de la Charte de l’OTAN en affirmant que « nous sommes avec eux jusqu'au bout ».
Cette attitude beaucoup plus positive de Trump à l'issue du sommet est pour une part le résultat d'un déroulement conçu pour lui réserver tous les honneurs et éviter tout incident susceptible de révéler les fractures au sein du camp occidental, sur la Russie et l'Ukraine notamment. Elle est surtout le résultat de l'accord des Alliés sur la demande pressante des États-Unis concernant l'objectif que 5 % du PIB soit consacré à la défense. Trump a ainsi pu qualifier ce sommet de « succès monumental ».

## Résultats du sommet
La Déclaration du sommet de La Haye publiée par les chefs d’État et de gouvernement des pays membres de l’OTAN à l’issue de la réunion du Conseil de l’Atlantique Nord réaffirme la solidarité entre les Alliés, évoque brièvement le contexte géopolitique des Alliés et porte essentiellement sur l'objectif de porter à 5 % la part du PIB consacrée chaque année au financement des besoins ayant trait à la défense proprement dite et aux dépenses liées à la défense et à la sécurité au sens large.
Cette déclaration réitère (point 1) l'engagement indéfectible des Alliés « en faveur de la défense collective, consacré par l’article 5 du traité de Washington, qui dispose qu’une attaque contre l’un des Alliés est considérée comme une attaque dirigée contre tous ». 
La déclaration consacre une phrase au contexte géopolitique (point 2) qui nécessite l'augmentation des dépenses de défense en raison « des menaces et défis de sécurité majeurs, en particulier [...] la menace que la Russie fait peser pour le long terme sur la sécurité euro-atlantique et [...] la menace persistante que constitue le terrorisme ». 
Les modalités d'atteinte de l'objectif des 5 % par les Alliés sont précisées au point 3 de la déclaration finale. Cet engagement comportera deux grands volets. D’une part, les Alliés porteront, d'ici 2035, à au moins 3,5 % la part du PIB consacrée chaque année au financement des besoins ayant trait à la défense proprement dite  et à la réalisation des objectifs capacitaires de l'OTAN. D’autre part, ils réaliseront des investissements représentant jusqu’à 1,5 % du PIB dans le but notamment de protéger leurs infrastructures critiques, de défendre leurs réseaux, d’assurer la préparation du secteur civil et la résilience, de libérer le potentiel d’innovation et de renforcer leur base industrielle de défense. 

## Échanges concernant l'Ukraine
Le président ukrainien Volodymyr Zelensky est présent en tant qu'invité au sommet. À l'issue de sa rencontre avec Donald Trump, il déclare que « nous avons discuté des moyens de parvenir à un cessez-le-feu et à une vraie paix » en Ukraine, et qualifie sa réunion avec le président américain de « longue et constructive ».
Pourtant, le bilan du sommet est très limité pour les Ukrainiens. La déclaration finale mentionne simplement que les Alliés continueront de soutenir l'Ukraine dans la durée (point 3), sans faire mention de la Russie qui était fermement condamnée dans les déclarations finales des précédents sommets durant la présidence de Joe Biden. La déclaration finale ne mentionne ni agression russe ni guerre en Ukraine — dont on sait que Donald Trump refuse d’attribuer la responsabilité à Vladimir Poutine —, ni même une vague promesse d’intégrer un jour l’Ukraine à l’OTAN. C’est une régression notable par rapport aux sommets précédents.
De son côté, le secrétaire d’État Marco Rubio déclare qu'infliger davantage de sanctions à la Russie, comme le souhaite Kiev, l’UE et des parlementaires américains, pourrait empêcher Washington de négocier un cessez-le-feu en Ukraine.
Une réunion du Conseil OTAN-Ukraine, instauré lors du sommet de l’OTAN de 2023 à Vilnius, se tient le 24 juin au niveau des ministres des Affaires étrangères. Le 25 juin Volodymyr Zelensky rencontre le secrétaire général de l'OTAN et les dirigeants du groupe de pays dit E5 (Allemagne, France, Italie, Pologne et Royaume-Uni). Aucun communiqué n'a été publié à l'issue de ces deux réunions.

## Participants

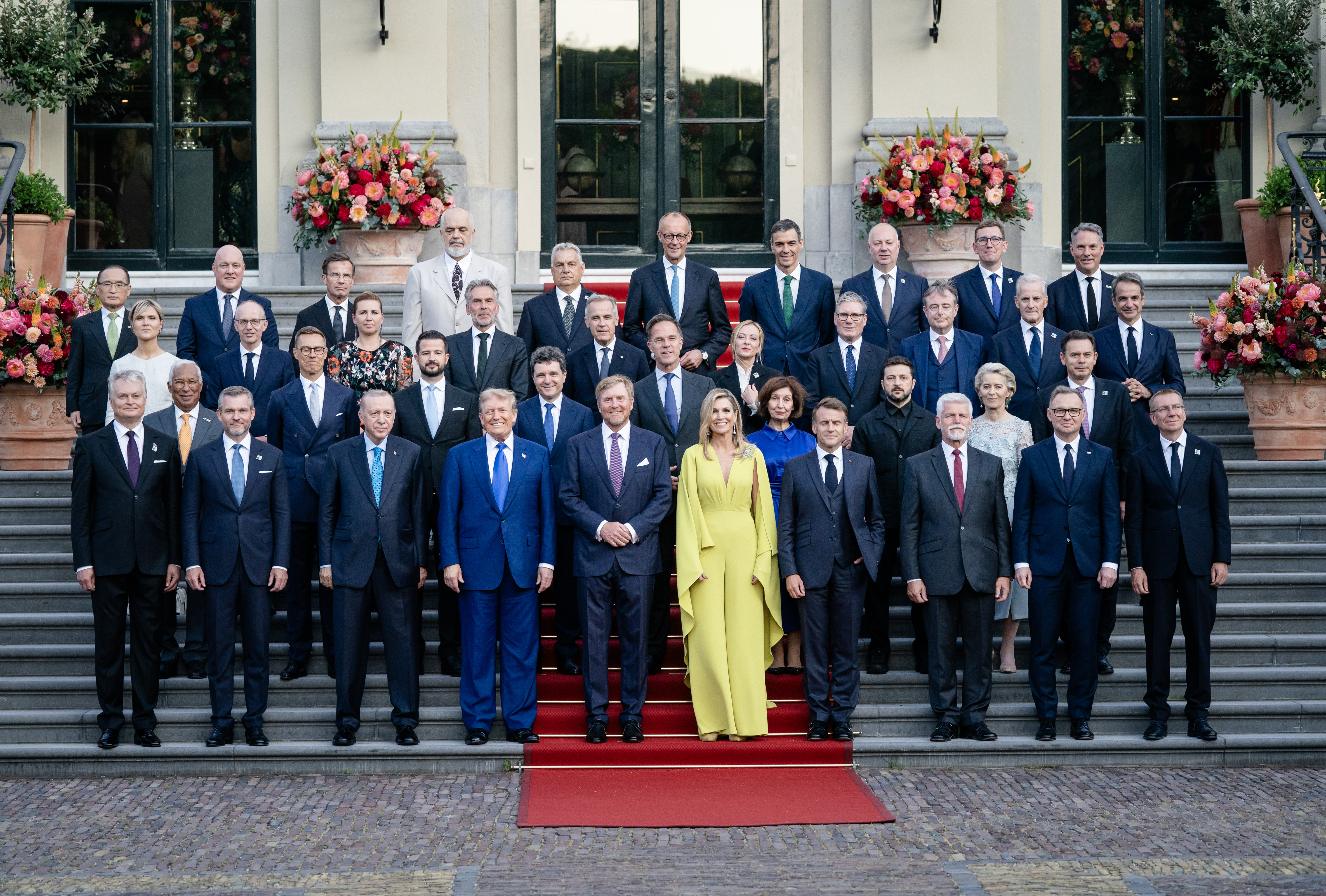
Les chefs d'État et de gouvernement rassemblés pour la photo officielle.

| Pays / Organisation | Représentant                | Fonction                            | Réf. |
| ------------------- | --------------------------- | ----------------------------------- | ---- |
| OTAN                | Mark Rutte                  | Secrétaire général                  |      |
| Albanie             | Edi Rama                    | Premier ministre                    |      |
| Allemagne           | Friedrich Merz              | Chancelier fédéral                  |      |
| Belgique            | Bart De Wever               | Premier ministre de Belgique        |      |
| Bulgarie            | Rossen Jeliazkov            | Premier ministre                    |      |
| Canada              | Mark Carney                 | Premier ministre                    |      |
| Croatie             | Zoran Milanović             | Président                           |      |
| Danemark            | Mette Frederiksen           | Première ministre                   |      |
| Espagne             | Pedro Sánchez               | Président du gouvernement           |      |
| Estonie             | Kristen Michal              | Premier ministre                    |      |
| États-Unis          | Donald Trump                | Président                           |      |
| Finlande            | Alexander Stubb             | Président                           |      |
| France              | Emmanuel Macron             | Président de la République          |      |
| Grèce               | Kyriákos Mitsotákis         | Premier ministre                    |      |
| Hongrie             | Viktor Orbán                | Premier ministre                    |      |
| Islande             | Kristrún Frostadóttir       | Première ministre                   |      |
| Italie              | Giorgia Meloni              | Présidente du Conseil des ministres |      |
| Lettonie            | Edgars Rinkēvičs            | Président                           |      |
| Lituanie            | Gitanas Nausėda             | Président                           |      |
| Luxembourg          | Luc Frieden                 | Premier ministre                    |      |
| Macédoine du Nord   | Gordana Siljanovska-Davkova | Présidente                          |      |
| Monténégro          | Jakov Milatović             | Président                           |      |
| Norvège             | Jonas Gahr Støre            | Premier ministre de Norvège         |      |
| Pays-Bas            | Dick Schoof                 | Premier ministre                    |      |
| Pologne             | Andrzej Duda                | Président                           |      |
| Portugal            | Luís Montenegro             | Premier ministre                    |      |
| Roumanie            | Nicușor Dan                 | Président                           |      |
| Royaume-Uni         | Keir Starmer                | Premier ministre                    |      |
| Slovaquie           | Peter Pellegrini            | Président                           |      |
| Slovénie            | Robert Golob                | Président du gouvernement           |      |
| Suède               | Ulf Kristersson             | Premier ministre                    |      |
| Tchéquie            | Petr Pavel                  | Président                           |      |
| Turquie             | Recep Tayyip Erdoğan        | Président                           |      |

### Invités non membres de l'Alliance
| Pays / Organisation | Représentant         | Fonction                               | Réf. |
| ------------------- | -------------------- | -------------------------------------- | ---- |
| Japon               | Takeshi Iwaya        | Ministre des Affaires étrangères       |      |
| Nouvelle-Zélande    | Christopher Luxon    | Premier ministre                       |      |
| Union européenne    | António Costa        | Président du Conseil européen          |      |
| Union européenne    | Ursula von der Leyen | Présidente de la Commission européenne |      |
| Ukraine             | Volodymyr Zelensky   | Président                              |      |